# العلاقات الغابونية التوفالية
العلاقات الغابونية التوفالية هي العلاقات الثنائية التي تجمع بين الغابون وتوفالو.

## مقارنة بين البلدين
هذه مقارنة عامة ومرجعية للدولتين:
| وجه المقارنة                                              | الغابون                        | توفالو                         |
| --------------------------------------------------------- | ------------------------------ | ------------------------------ |
| المساحة (كم2)                                             | 267.67 ألف                     | 26                             |
| عدد السكان (نسمة)                                         | 2.03 مليون                     | 11.19 ألف                      |
| الكثافة السكانية (ن./كم²)                                 | 7.58                           | 43.04 ألف                      |
| العاصمة                                                   | ليبرفيل                        | فونافوتي                       |
| اللغة الرسمية                                             | لغة فرنسية                     | اللغة التوفالوية، لغة إنجليزية |
| العملة                                                    | فرنك وسط أفريقي                | دولار توفالو                   |
| الناتج المحلي الإجمالي (بليون دولار)                      | 14.62 مليار                    | 39.73 مليون                    |
| الناتج المحلي الإجمالي (تعادل القوة الشرائية) بليون دولار | 34.65 مليار                    | 38.93 مليون                    |
| الناتج المحلي الإجمالي الاسمي للفرد دولار أمريكي          | 8.27 ألف                       | 3.29 ألف                       |
| الناتج المحلي الإجمالي للفرد دولار أمريكي                 | 19.43 ألف                      | 3.77 ألف                       |
| مؤشر التنمية البشرية                                      | 0.684                          |                                |
| رمز المكالمات الدولي                                      | +241                           | +688                           |
| رمز الإنترنت                                              | .ga                            | .tv                            |
| المنطقة الزمنية                                           | ت ع م+01:00، توقيت غرب أفريقيا | ت ع م+12:00                    |

## منظمات دولية مشتركة
يشترك البلدان في عضوية مجموعة من المنظمات الدولية، منها:
| علم المنظمة | اسم المنظمة                                 | تاريخ انضمام الغابون | تاريخ انضمام توفالو |
| ----------- | ------------------------------------------- | -------------------- | ------------------- |
|             | يونسكو                                      | 16 نوفمبر 1960       | 21 أكتوبر 1991      |
|             | منظمة حظر الأسلحة الكيميائية                | ?                    | ?                   |
|             | مؤسسة التنمية الدولية                       | 4 نوفمبر 1963        | 24 يونيو 2010       |
|             | الاتحاد الدولي للاتصالات                    | 28 ديسمبر 1960       | 15 أغسطس 1996       |
|             | الاتحاد البريدي العالمي                     | ?                    | ?                   |
|             | الأمم المتحدة                               | 20 سبتمبر 1960       | 5 سبتمبر 2000       |
|             | البنك الدولي للإنشاء والتعمير               | 10 سبتمبر 1963       | 24 يونيو 2010       |
|             | مجموعة دول أفريقيا والكاريبي والمحيط الهادئ | ?                    | ?                   |